# Narbona
Narbona (en occità, pronunciat [nar'buno̞]; la forma oficial francesa és Narbonne) és una ciutat del Llenguadoc. Administrativament, és una comuna francesa de la regió d'Occitània, al departament de l'Aude. Amb 50.000 habitants, anomenats narbonesos, és la vila principal del departament de l'Aude i capital d'un districte i d'un cantó.

## Geografia

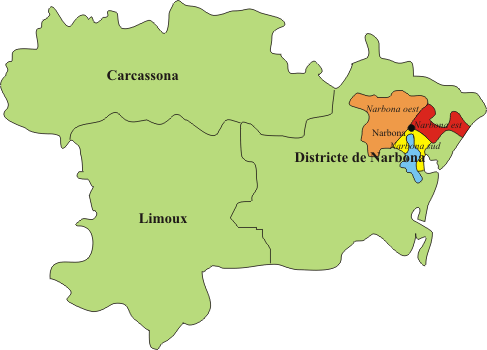
Situació de Narbona a l'Aude

Al cantó de Narbona oest hi ha les viles següents: Bisanet, Canet, Marcorinhan, Montredon, Mossan, Nevian, Raissac d'Aude i Viladanha (i part de la ciutat de Narbona).
Al cantó de Narbona est hi ha la major part de la ciutat de Narbona.
Al cantó de Narbona sud hi ha la vila de Bajas.
Al districte hi ha els següents cantons: Corçan, Durban de las Corbièras, Ginestars, La Grassa, Lesinhan de las Corbièras, Motomet, Narbona Est, Narbona Oest, Narbona Sud, Peiriac de Menerbés, Sijan i Tuishan. S'hi troben diverses comarques naturals, com ara el Narbonès, el Menerbès o les Corberes.

## Història
La vila va sorgir al turó de Montlaurès, al nord-oest de la ciutat actual, i era un poblament de la tribu dels elísics.
El primer establiment urbà és del segle vi aC i va aprofitar la bona posició en la cruïlla dels camins que segueixen la costa (la futura via Domícia) i la ruta cap a l'Atlàntic, per prosperar als segles iii i ii aC amb el comerç de l'estany procedent de les Illes Britàniques.
Al mateix lloc, els romans van fundar el 118 aC la primera colònia fora d'Itàlia, i li van donar el nom de Narbo Martius, que després va esdevenir capital de la província Gàl·lia Narbonesa (Gallia Narbonensis). El 45 aC, Juli Cèsar hi va instal·lar els veterans de la legió X. Al segle i, la ciutat va atènyer una màxima esplendor gràcies a l'activitat portuària, a la condició de port fluvial (en aquell temps l'Aude passava per Narbona, si fa o no fa per l'actual canal de la Robina); controlava els ancoratges a la llacuna propera, des de la qual s'exportava sobretot ceràmica procedent de la Graufesenque (prop de Millau). Aquesta prosperitat es va veure sotraguejada per un incendi que va destruir parcialment la ciutat en 145 que anà declinant des de la fi del segle i va fer que Antoní Pius hagués de suspendre els impostos i reconstruir els banys, portals i basíliques destruïdes, fins al segle iv.
De l'època romana, en queden poques restes: principalment un fragment de la via Domícia descobert recentment a la plaça de Casa de la Vila, i l'horreum, una mena de cava que havia servit de graner o magatzem. També s'ha trobat i excavat parcialment un temple i un amfiteatre, i se sap que hi havia hagut termes i un teatre. La manca d'espectacularitat d'aquestes restes és compensada per l'abundor d'inscripcions recuperades del material emprat per construir les muralles en l'antiguitat tardana, enderrocades el 1869.
El 462 hi van entrar els visigots, amb els quals fou capital de la província de Septimània fins a l'arribada dels àrabs, que la van ocupar per primer cop el 715, però fou perduda o abandonada fins que fou recuperada el 719 per As-Samh ibn Màlik al-Khawlaní; sota els àrabs es va dir Arbuna. El 734, un duc de Provença de nom Mauront (Maurontus) va signar un acord amb el governador valí Yússuf ibn Abd-ar-Rahman, que li permetia ocupar algunes places de la vall del Roine, per protegir la Provença contra atacs de Carles Martell i com a nova via d'invasió cap al nord. Carles Martell va respondre el 737 ocupant Avinyó i atacant Arbuna, però el seu atac fou rebutjat, tot i la victòria en la batalla del Berra.
El 752, fou assetjada per Pipí el Breu, però tampoc la va poder conquerir i va haver d'aixecar el setge deixant un contingent per mantenir el blocatge, que no fou gaire efectiu. El comte de Nimes Ansemond va morir en les operacions de blocatge (754). El 756, el setge es creu que es va reprendre, però l'eficàcia en fou molt limitada. Entre 756 i 759, els francs van negociar amb els gots de la ciutat, que eren els qui defensaven la ciutat amb plena cooperació amb els musulmans. El rei els va prometre de mantenir la comunitat goda en l'ús de les seves lleis i costums si lliuraven la ciutat, la qual cosa finalment van fer el 759, després del darrer llarg setge de tres anys (tercer setge d'Arbuna). Els gots s'apoderaren de l'interior de la ciutat, van matar la minsa guarnició sarraïna, i van obrir les portes als francs. Seguidament, altres ciutats es van sotmetre als francs si no s'havien sotmès abans (es pensa que Carcassona, Lodeva i Elna principalment, però les dues primeres podrien haver estat en mans de Waifré d'Aquitània). Elna, amb tot el Rosselló i el Conflent, es va lliurar a les forces de Pipí poc després de Narbona. El rei va cedir a l'església de Narbona la meitat de la població i de les seves dependències dins i fora dels murs, i la meitat dels drets domanials que el comte de la ciutat podia recaptar pel rei en tota la diòcesi; el terç de drets similars foren donats a altres esglésies de Septimània. Es van establir comtes a Narbona i en diverses poblacions de Septimània, que en general van ser el mateixos comtes gots que ja exercien el càrrec fins aleshores sota autoritat del valí musulmà.
La zona fou objecte de diverses expedicions àrabs, la més important de les quals fou la del 793, quan Abd-al-Màlik ibn Mughith va arribar davant la ciutat, en va cremar els barris propers i va derrotar el comte duc de Tolosa en la batalla de l'Orbieu, prop de la ciutat, i després es retiraren amb un gran botí. La darrera expedició, sense cap resultat, fou el 840.
Durant l'edat mitjana, el poder es va repartir entre l'arquebisbe i el vescomte. El 1306, en foren expulsats els jueus per ordre del rei de França. El 1320, la destrucció d'un dic li va fer perdre la condició de port de mar. Durant la resta del segle xiv, la ciutat va començar a recular a causa de la Guerra dels Cent Anys, l'epidèmia de pesta del 1348 i la modificació dels corrents de bescanvi comercial. Amb el tractat dels Pirineus (1659), deixa de ser una plaça fronterera i perd importància militar. Com a seu de l'arquebisbe, que era president nat dels estats generals del Llenguadoc, fou principalment una vila eclesiàstica.
A mitjan segle xix, la construcció d'un ferrocarril i l'extensió de les vinyes hi van aportar nova prosperitat. El 1871 s'hi va proclamar la Comuna. Després, el 1907, va aparèixer la crisi vitícola i els vinyataires llenguadocians i rossellonesos es van revoltar sota la direcció del batlle, Ernest Ferrol. La novel·la de Joan-Daniel Bezsonoff, La revolta dels geperuts (1998), s'ambienta en aquests fets.

## Turisme

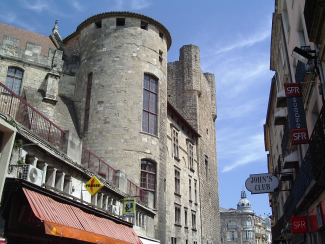
Torres del palau de l'Arquebisbe

El turisme s'hi va desenvolupar a la segona meitat del segle xx. Els monuments més importants són el palau Vell, el palau dels Arquebisbes i la catedral de Sant Just i Sant Pastor. Cal esmentar també la via Domícia, el Museu Arqueològic, el Museu d'Art i Història, el Teatre de Narbona, el canal de la Robina, que creua la ciutat, l'església de Nostra senyora de la Morguiá (La Mourguié en francès. cat. Mongia), del segle xiii, amb un museu lapidari, la basílica de Sant Pau-Sèrgi, el barri de la Cité, el barri del Bourg i els barris nous.
A 15 km al sud, es troba la reserva africana de Sijan, al costat de la vila de Sijan.

## Personatges famosos
La vescomtessa Ermengarda de Narbona.
Són nascuts a Narbona Charles Trenet (1913-2001), figura mítica del music-hall francès (la casa del qual pot ser visitada), el polític Léon Blum, i sant Sebastià.
Existeix una comunitat de llengua catalana a Narbona, al barri del mercat, cap a l'antiga església de la Morguiá, i al barri de l'estació a l'avinguda Jean de Lattre de Tassigny.

## Llocs d'interès

### Horreum

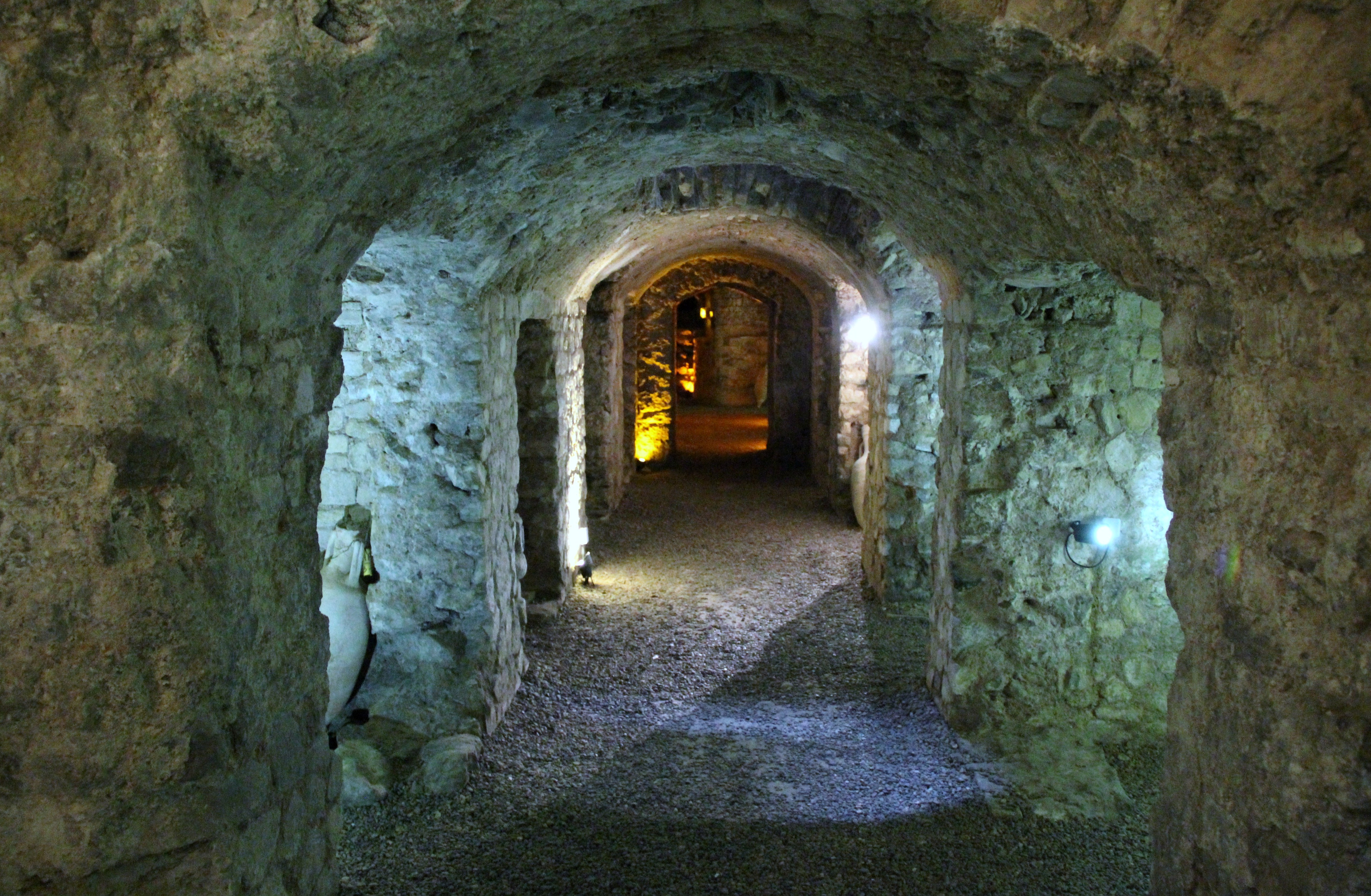
Horreum romà

L'Horreum romà, amb estatus de museu el 1975 després de l'obertura al públic, és l'únic exemple metropolità de magatzems subterranis gal·loromans de mercaderies, que es conserva gairebé íntegrament.
Aquestes galeries donen pas a petites cel·les on s'emmagatzemaven les mercaderies. Diversos muntacàrregues connectaven el magatzem amb el mercat del fòrum.
Són galeries subterrànies, a cinc metres sota terra, construïdes a finals del segle i aC, i corresponen a una època en què Narbona era considerada «un observatori i muralla del poble romà» (Ciceró). Servia de magatzem de gra, vi i oli, i per a conservar les armes, donada la importància militar de la ciutat en aquesta època.
En el moment d'assolir l'estatus de museu el 1975, una part de les galeries subterrànies encara es feia servir de cava de vi. Aquest lloc presenta qualitats d'humitat remarcables i una bona temperatura per a la conservació del vi, entre 12° i 14 °C.

### Vestigis de la via Domícia

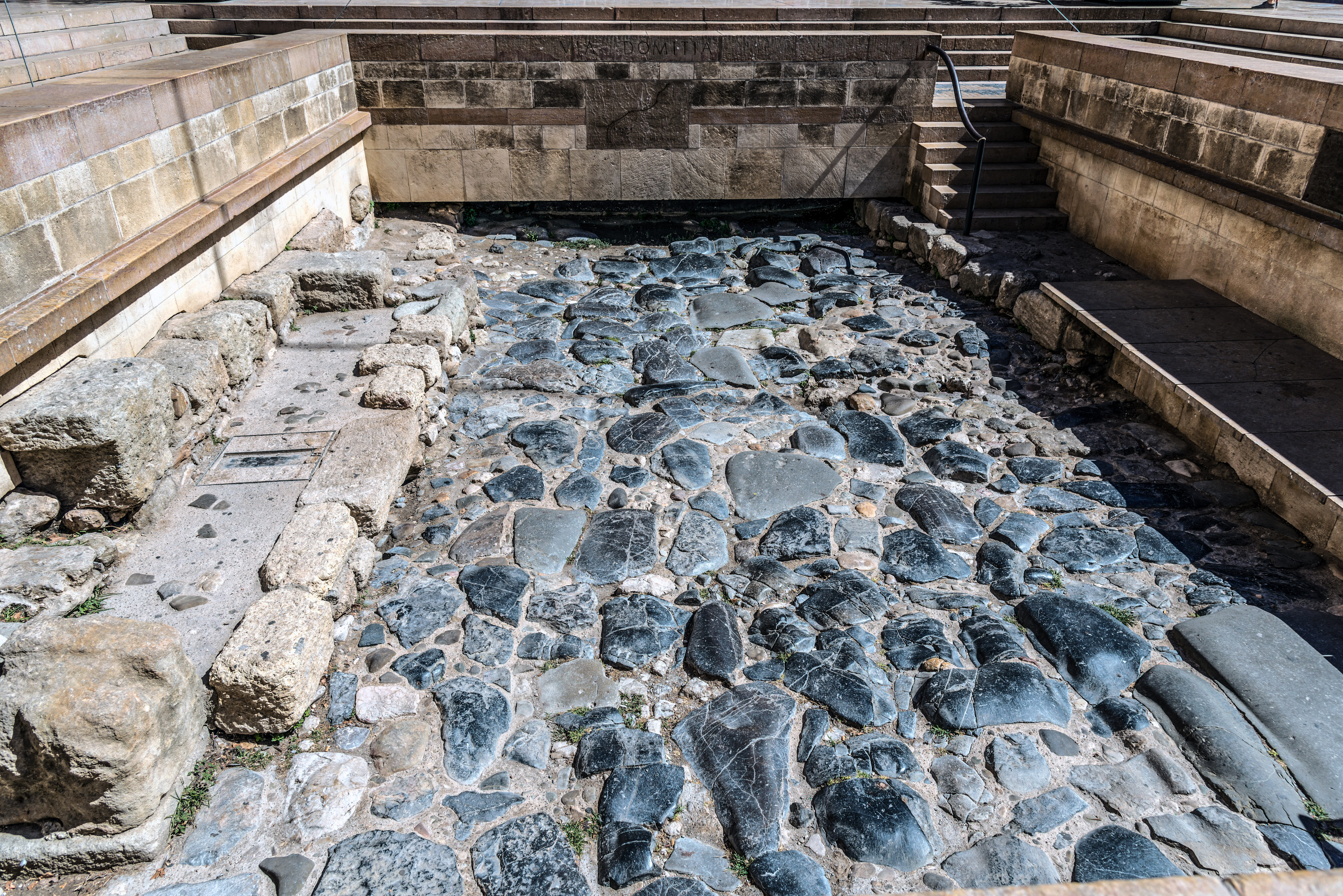
Restes de la via Domícia a Narbona

El 1997, durant el treballs de connexió per a aigües pluvials, davant l'ajuntament i a dos metres sota el nivell actual de la plaça, es va descobrir una part de la via Domícia.
Per una moneda trobada sota una llosa, aquesta part data de l'any 10 aC, per la qual cosa es tracta d'una part renovada de la via, ja que aquesta va ser construïda pel procònsol l'any 121 aC, Domituis Ahenobarbo.

### Polvorí

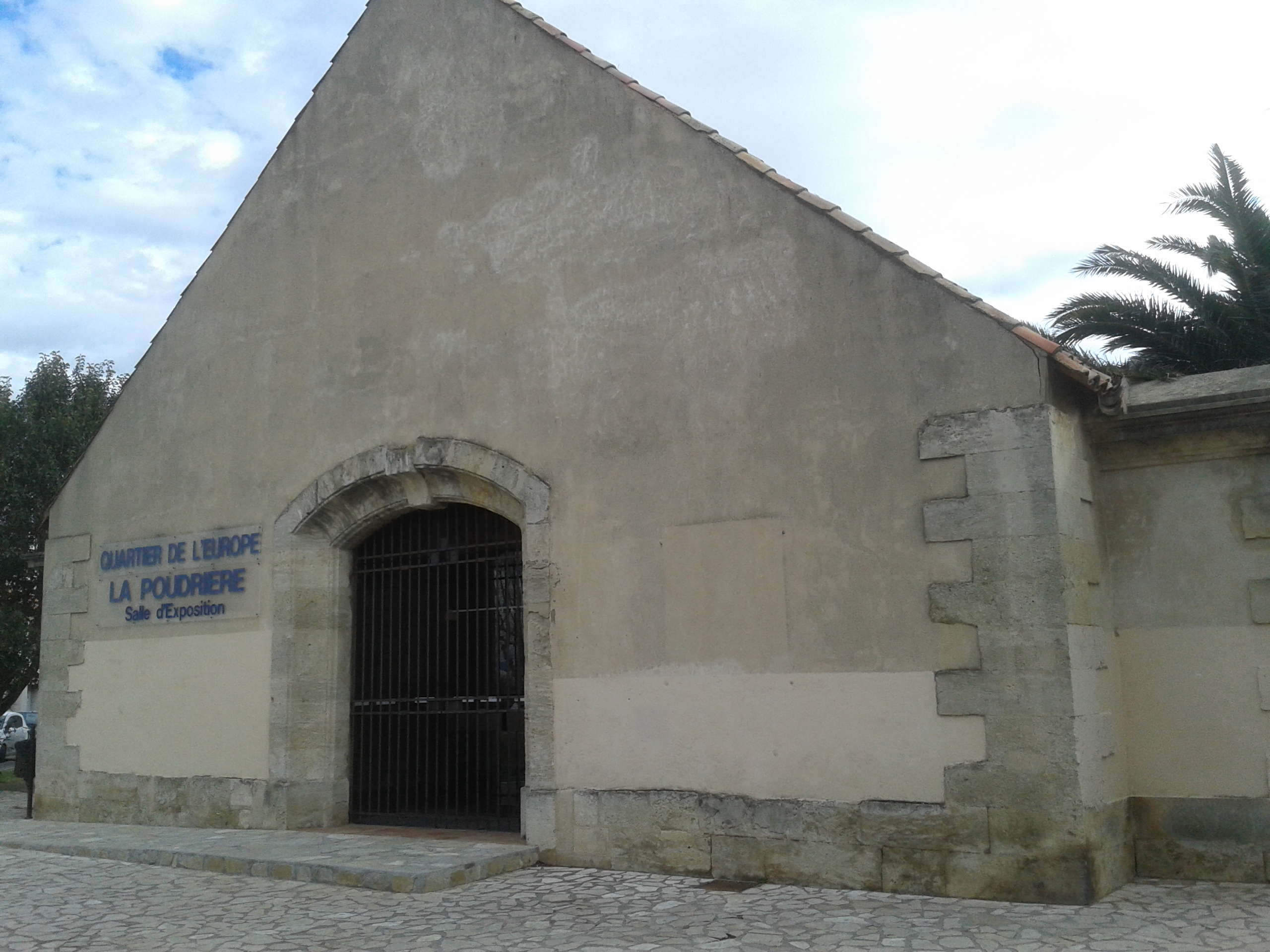
Polvorí de Narbona

El polvorí és del segle xvii, on hi havia un antic magatzem de pólvora. Constitueix l'únic monument que fa referència a l'arquitectura militar a Narbona. Va ser adquirit per la ciutat que el rehabilità i convertí en una sala d'exposicions temporals.

### Palau dels Arquebisbes de Narbona

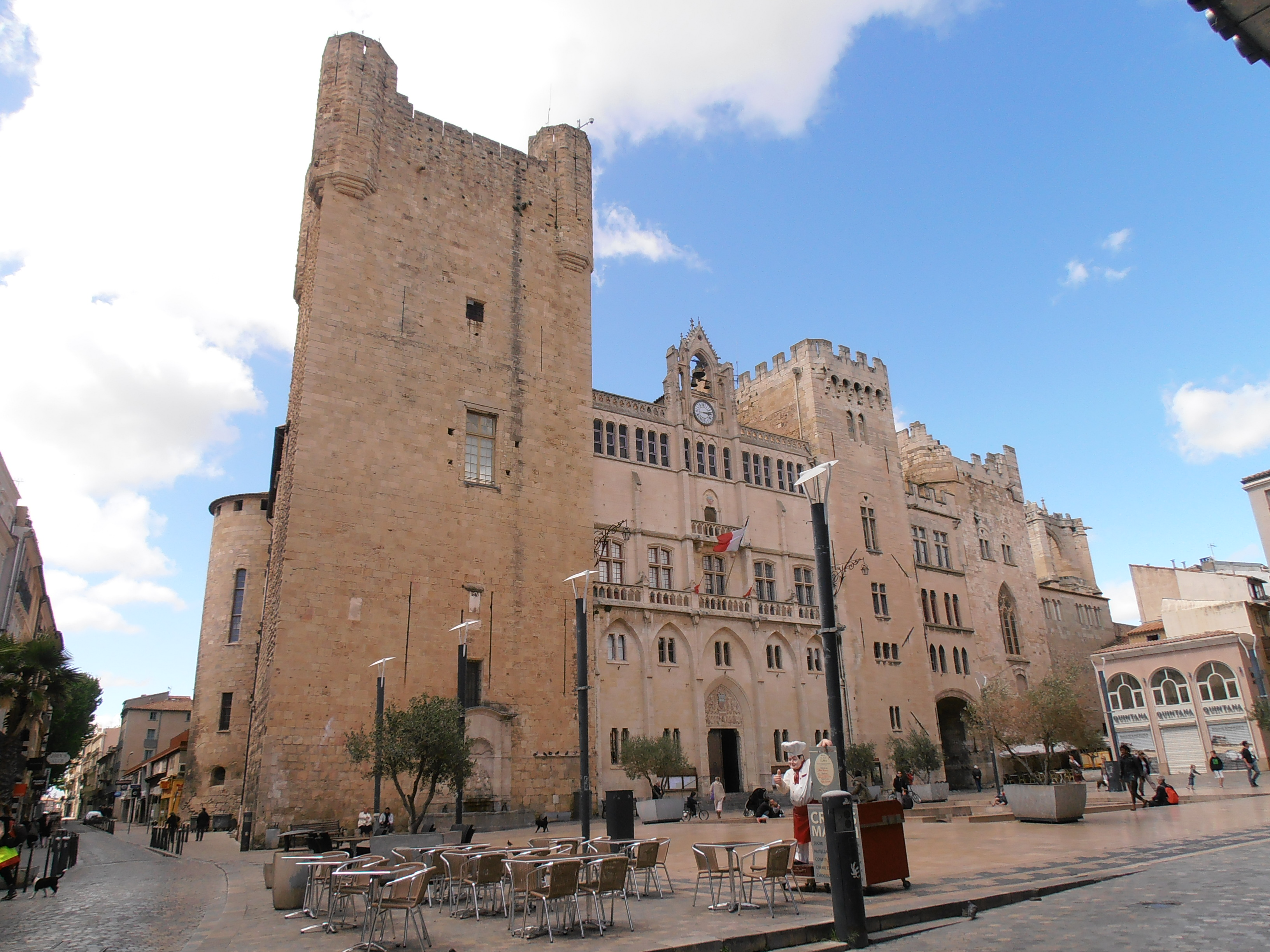
Palau dels Arquebisbes de Narbona. A l'esquerra, la torrassa de Filles-Aycelin, seguida pel palau nou, el passatge de l'Àncora i el palau Vell

El palau dels Arquebisbes de Narbona va ser al seus orígens una modesta residència eclesiàstica, i es convertí posteriorment en el segon conjunt arquebisbal després del palau dels papes d'Avinyó. Està format pels palaus antics, d'origen romànic, i el nou, d'origen gòtic, units pel passatge de l'Àncora. La façana té tres torres quadrades que daten dels segles xiii i xiv: la Madelein, la més antiga, la torre de Sant Marcial, i la torrassa de Gilles-Aycelin. La part central de la façana va ser restaurada per Viollet-le-Duc. Alberga des del segle xix l'ajuntament de Narbona, el museu d'art i d'història i el museu arqueològic.
Dins el palau nou (l'ajuntament actual), podem destacar una sala voltada anomenada sala del Tresor. La sala dels Consols, que es caracteritza per una sèrie de pilars que sostenen la planta superior, es tracta de les restes de la primera muralla construïda durant el baix Imperi romà, per defensar-se de les invasions bàrbares. Per una escala de 1628, s'accedeix al primer pis, on es troba el saló del Sínode. L'alçada d'aquesta sala s'ha reduït a la meitat per permetre la creació d'una planta addicional. A les parets es poden veure quatre tapissos d'Aubusson del segle xvii sobre el tema de la història d'Ester.

#### Torrassa Gilles-Aycelin
L'arquebisbe Gilles Aycelin (1250-1318), antic canonge de Narbona, va fortificar el seu palau amb aquesta torre construïda a la cantonada d'aquest entre 1290 i 1311, sobre les restes d'una muralla gal·loromana que abans defensava la ciutat, i afirmava el poder episcopal enfront del dels vescomtes instal·lats a l'altre costat de la plaça. De planta quadrada, s'eleva en 4 nivells fins a la terrassa superior amb les seves tres garites octogonals. Té una alçària de 41 metres i roman intacta des de la construcció. Ofereix una vista sobre la ciutat, el litoral, les Corbières, i el Pirineus.

#### Passatge de l'Àncora

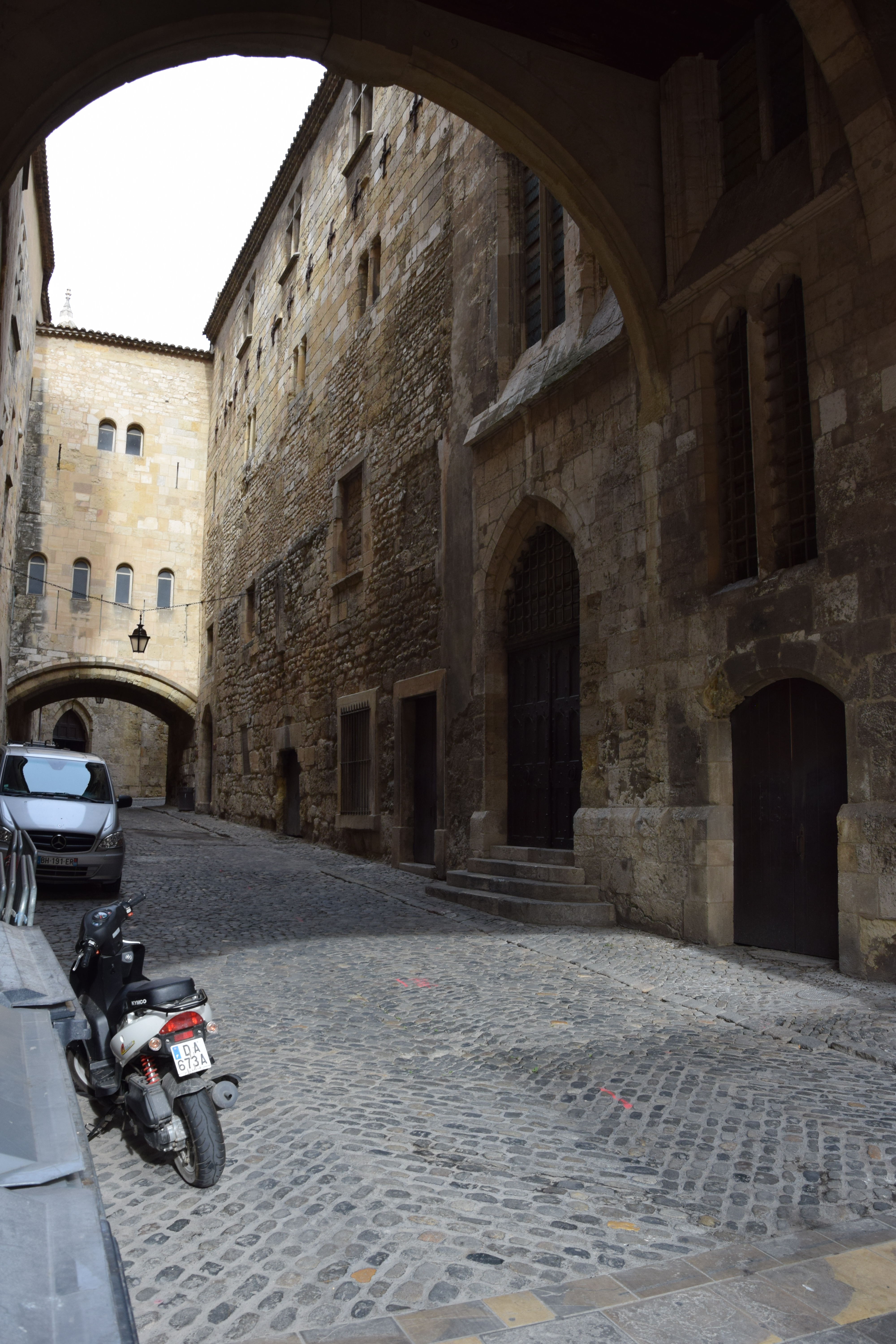
Passatge de l'Àncora

En francés Passage de l'Ancre és un carreró fortificat que separa el palau Vell d'origen romànic, del Nou d'origen gòtic. L'entrada es fa per la plaça de l'Ajuntament, entre la torre de Sant Marcial i la de la Magdalena, i condueix al claustre i la catedral.
El nom de passatge de l'Àncora es deu a l'àncora suspesa en un dels arcs del carreró. Aquesta àncora simbolitzava els drets de l'arquebisbe sobre la pesca.
A l'arquebisbe, se li pagava un delme com a taxa d'entrada al port i sobre la pesca realitzada. L'àncora es penjava davant el pati de la Madeleine i es baixava quan es lliurava el delme. L'àncora és el símbol dels drets que tenien els arquebisbes de Narbona sobre el port.
L'arc oriental del carreró pertanyia a una antiga capella del segle ix, que formava la base de la torre del campanar carolíngia. Al final del passatge, l'arc occidental fortificat separa els dos cossos de l'edifici; una galeria situada per sobre permet la comunicació entre els dos palaus.
Després d'aquest segon arc, hi ha alguns esglaons que duen al claustre, i d'allà a la catedral.

### Canal de la Robina

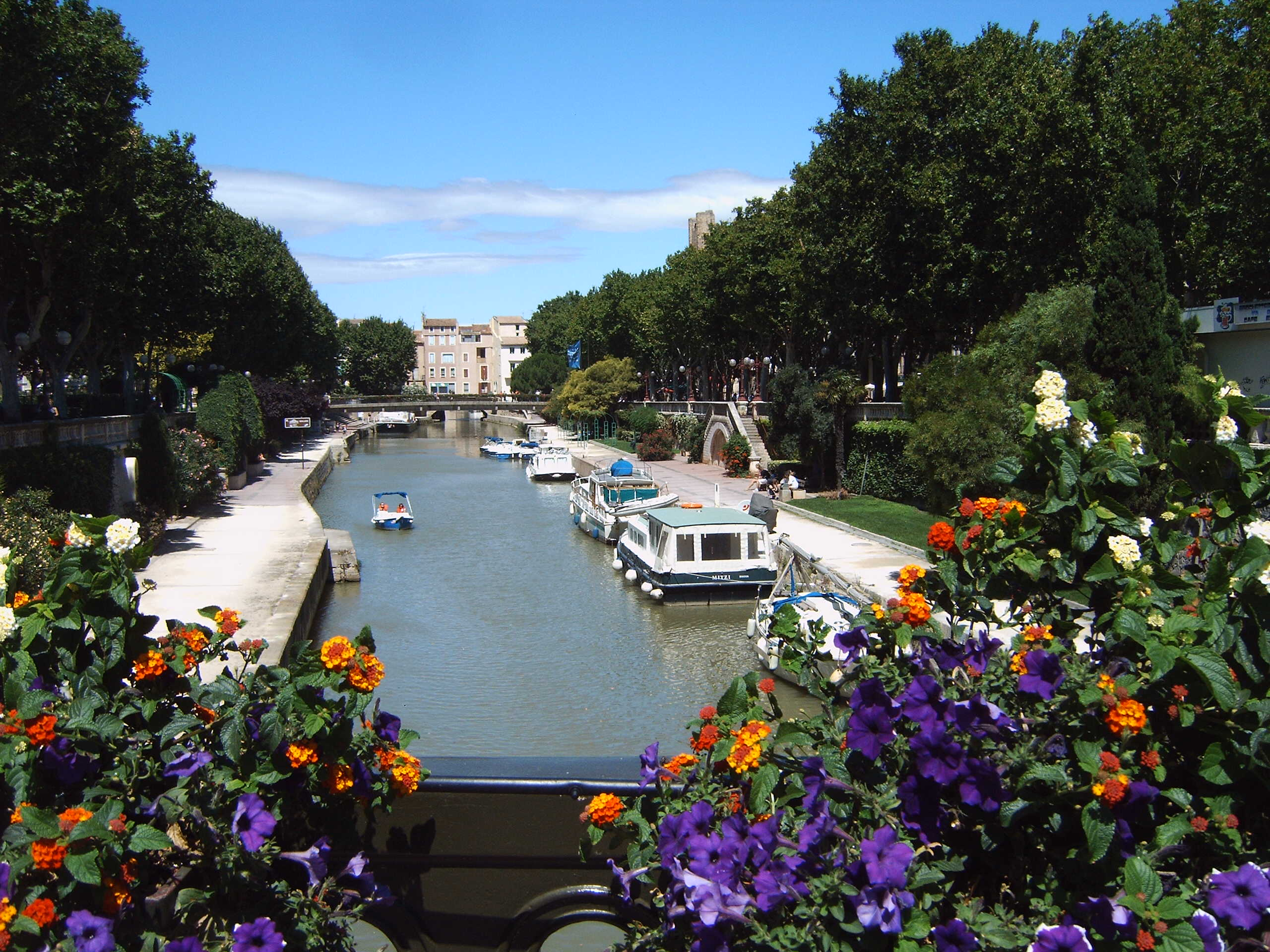
Canal de la Robina

Originàriament, el riu Aude es componia de dos braços, un dels quals feia servir el traçat de l'actual canal de la Robina. El riu que creuava Narbona antigament s'ha desviat a conseqüència de les repetides inundacions, especialment la de 1320.

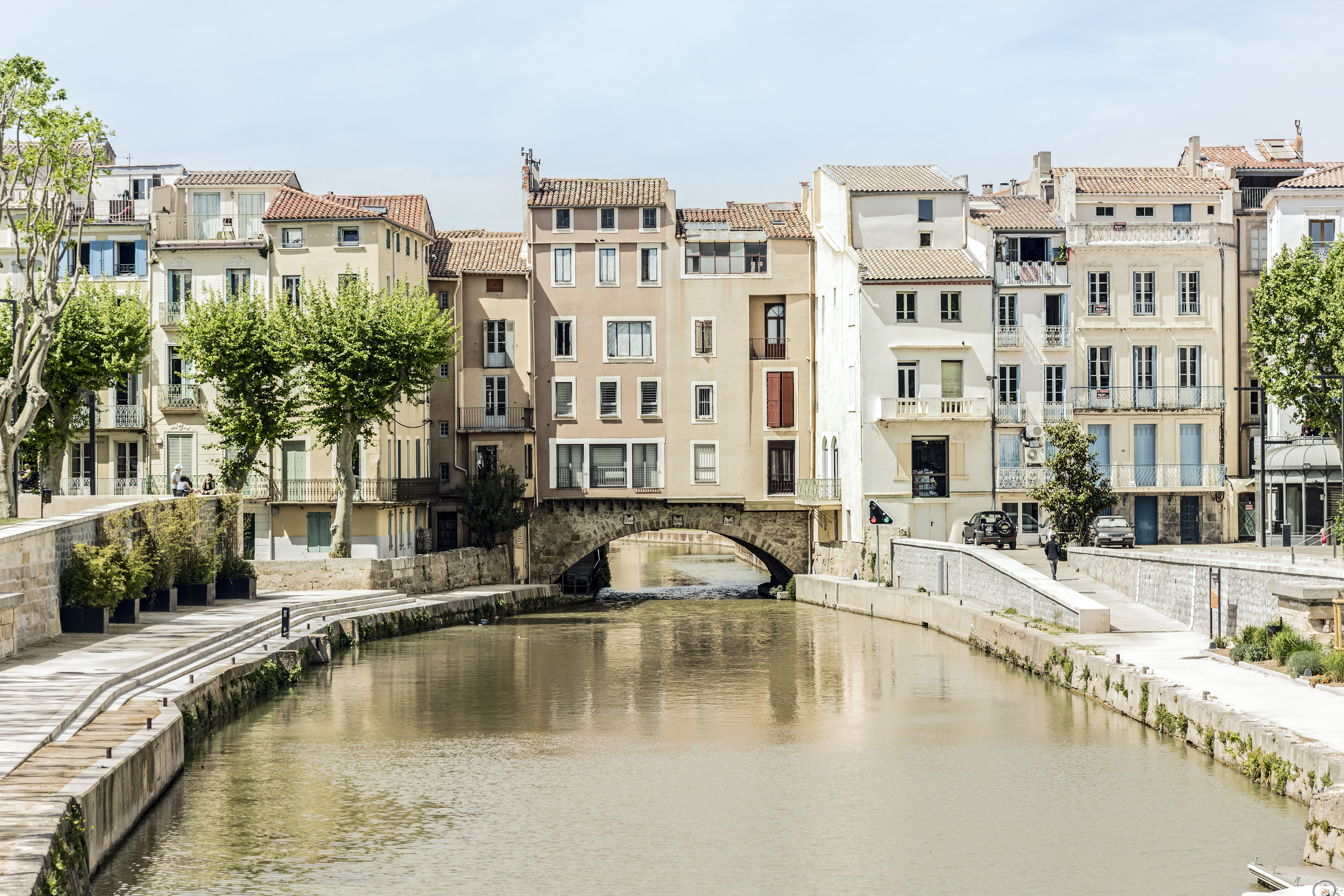
Pont des Marchands

El seu antic traçat ha estat reutilitzat pel canal de la Robina, connectat mitjançant el canal de Jonction al canal du Midi a finals del segle xviii.
Aquest canal està classificat com a Patrimoni de la Humanitat per la UNESCO.

#### Pont des Marchands
Aquest pont estava format per 7 arcs (6 com a mínim); es feia servir per a entrar a la ciutat antiga des del sud i estava dins la via Domiciana. El Pons Vetus permet la connexió entre els barris del Burg i la ciutat. Avui en dia només n'és visible un arc, la qual cosa ens dona idea de l'amplada del riu Aude en l'antiguitat.
Els primers texts sobre el pont parlen de cases de comerciants que vorejaven el camí.

### Església de Sant Sebastià

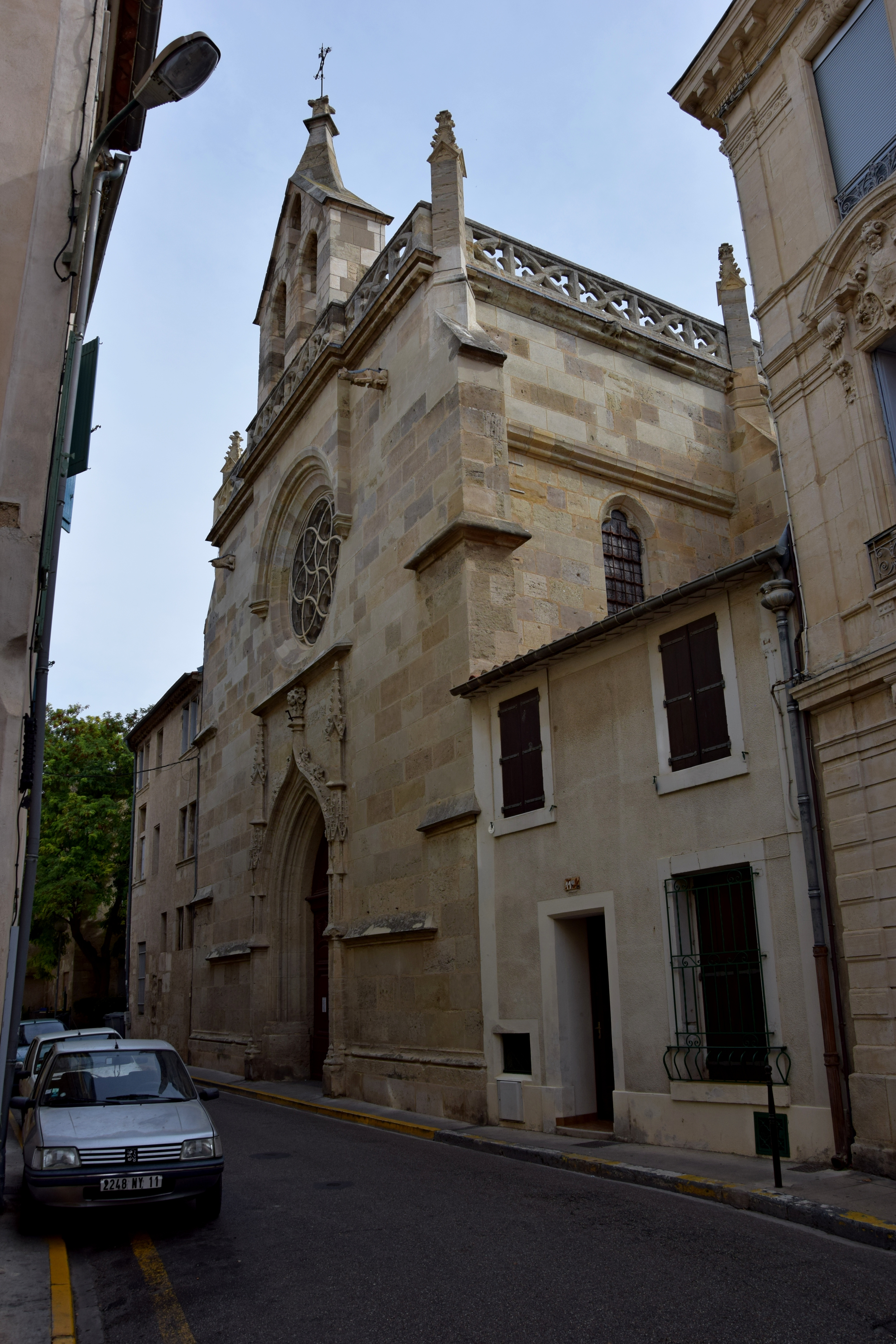
Església de Sant Sebastià

És d'estil gòtic tardà i es va construir al segle xvii. Va servir de capella del convent de les Carmelites fins a la Revolució francesa. El claustre i el convent són també del segle xvii.
Sembla que l'església s'alça on va ser la casa natal del sant.

### Basílica de Sant Pau
Va ser la primera església gòtica de Narbona i una de les més antigues del Sud. Construïda sobre la tomba del primer bisbe de Narbona, sant Pau, la cripta correspon a l'antic cementiri paleocristià (segles iii i iv). Reconstruïda el 1180, el cor es va tornar a reconstruir el 1224. Després d'un incendi es va a tornar a reconstruir, el 1368, les voltes i el pòrtic del campanar. Aquest edifici religiós presentar l'art romànic i l'art gòtic barrejats arquitectònicament. A l'interior, hi ha una famosa pica d'aigua beneïda amb una granota i un capitell del dia del judici.

### Catedral de Sant Just i Sant Pastor
La primera pedra de la catedral, especialment enviat des de Roma pel papa Climent IV, exarquebisbe de la ciutat, va ser col·locada el 12 d'abril de 1272. L'obra es va aturar el 1355, a causa de la invasió de la ciutat pel príncep Negre, i no es va acabar mai. Aquesta catedral és la quarta més alta de França després dels de Beauvais, Amiens i Metz. Té el cor gòtic més alt del sud de França, amb una alçada de les voltes de 41 metres.

### Museu d'Art i d'Història
El Museu d'Art i d'Història se situa en les antigues cambres dels arquebisbes de Narbona, les sales del qual han estat restaurades. Conté un conjunt de pintures clàssiques de les grans escoles europees, una bella sèrie de porcellanes i un conjunt de recipients de farmàcia de pisa (ceràmica), però també una col·lecció excepcional, única a França, d'obres orientalistes.